# Liste de constructeurs informatiques
« Constructeur informatique » redirige ici.  Pour la méthode appelée constructeur en programmation objet, voir Constructeur (programmation informatique).
Cette page présente les principales entreprises produisant du matériel informatique.

## Composants

### Boîtier informatique ettour
- A+ case
- Aerocool
- Akasa
- Alphacool
- Antec
- Suza international (Advance)
- Aopen
- Apevia (anciennement Aspire)
- ASUSTeK Computer
- Bitfénix
- Connectland
- Cooler Master
- Corsair
- Dimastech
- Enermax
- Empire Gaming
- EVGA
- Fractal Design
- GENOME
- Gigabyte
- HEC Compucase
- Heden
- Helios Case
- In Win
- Lancool
- LC Power
- LDLC
- Lian Li
- Max in Power
- Microcool
- Nexus
- NZXT
- Point of View
- Q-Tec
- Sharkoon
- SilverStone Technology
- Spire
- Sunbeam
- SuperMicro
- Textorm
- Thermaltake
- Top Elite
- Tuniq
- Zalman

## Composants indispensables

### Alimentation
- Advance
- Aerocool
- Akasa
- Antec
- Aopen
- Apevia
- ASUSTeK Computer
- AXP
- Be Quiet
- BFG Technologies
- Connectland
- Cooler Master
- Corsair
- Cougar
- Delta Electronics
- Enermax
- EVGA
- Fortron
- FSP Group
- Gigabyte
- HEC Compucase
- Heden
- Huntkey
- Hiper
- Icaricio
- LC Power
- LDLC
- Lian Li
- Max in Power
- MCL Samar
- Morex
- Mushkin
- NesteQ
- Nexus
- NorthQ
- OCZ Technology
- PC Power and Cooling
- Point of View
- Q-Tec
- Raidmax
- Scythe
- Seasonic
- Seventeam
- Silentmaxx
- SilverPower
- SilverStone Technology
- Sharkoon
- Shuttle
- Tacens
- Tagan
- Thermaltake
- Trust
- XG
- Xilence
- Yesiko
- Zalman
- ZIPPY Technology Corporation

### Carte graphique/vidéo

#### Carte graphiquegrand public
- 3dfx
- Albatron
- Afox
- Amaze
- ASUS
- BFG Tech
- BIOSTAR
- Chaintech
- Club 3D
- eVGA
- Foxconn
- Gainward
- Galaxy Tech
- Gigabyte
- HIS
- Inno3D
- Jetway
- Leadtek
- MSI
- Nvidia
- Palit
- PNY Technologies
- Point of View
- PowerColor
- Sapphire
- SGI
- Sparkle
- VTX3D
- Vvikoo
- XFX
- Zotac
- Matrox

#### Carte graphique professionnelle
- Matrox

### Carte mèregrand public
- Universal ABIT
- AOpen
- ASRock
- ASUSTeK Computer
- BFG Technologies
- Biostar Microtech International
- Chaintech
- DFI
- ECS
- EPoX
- eVGA
- Intel
- Foxconn
- Gigabyte
- Hasee
- MSI
- Sapphire
- Shuttle
- XFX
- Zotac
- Nvidia

### Carte mère professionnelle
- Kontron
- Supermicro
- Tyan

### Chipset graphique
- AMD
- Intel
- Nvidia
- S3 Graphics
- SiS
- VIA

### Mémoire viveRAM
- A-Data
- Apple
- Brother
- Cellshock
- Corsair Memory
- Crucial Technology
- Dane-Elec
- Elixir Memory
- G.Skill
- Hynix
- GeIL
- Infineon
- Kingmax
- Kingston
- MDT
- Memup
- Micron Technology
- Minolta
- Mushkin
- OCZ Technology
- PNY Technologies
- PQI
- RamAxel
- Rambus
- Samsung
- Supertalent
- TeamGroup
- Toshiba
- Transcend
- TwinMOS

### ProcesseurCPU
- AMD
- Cyrix Corporation
- Freescale Semiconductor
- EVERGREEN
- IBM POWER
- Intel
- Motorola
- Nvidia
- Oracle
- Samsung
- Texas Instruments
- VIA

- Ventirads et systèmes de refroidissement à eau

### Ventirad grand public
- AMD
- Akasa
- Arctic Cooling
- Asetek
- ASUSTeK Computer
- BeQuiet!
- Connectland
- Cooler Master
- Corsair
- Enermax
- Evercool
- Intel
- Noctua
- NZXT
- Phantecks
- Raijintek
- Scythe
- Swiftech
- Silverstone
- Tuniq
- Thermalright
- Thermaltake
- Zalman
- Xilence

### Ventirad professionnel
- Dynatron
- Supermicro
- Tyan

### Système de refroidissement à eau
- Cooler Master
- Corsair
- Enermax
- Raijintek
- Silverstone
- Swiftech
- EkWaterBlocks
- NZXT
- Zalman
- Hybrid Cooling Modding

MSI

## xtension

### CarteSAS
- Adaptec
- Intel
- LSI

### CarteIDE
- Startech.com

### CarteFirewire
- Startech.com

### Carte USB
- ASUSTeK Computer
- Icy Box
- Silverstone

### Carte réseau
- ASUSTeK Computer
- 3Com
- Belkin
- Broadcom (fabricant de chipsets)
- CNet Technology
- D-Link
- Hercules
- HP
- Gigabyte
- Intel
- Linksys
- Mercury Systems (en)
- Netgear
- Realtek (fabricant de chipsets)
- Trendnet
- TP-LINK Technologies
- VIA (fabricant de chipsets)

### Carte son
- Asus
- Audioscience
- Auzentech
- Audiotrak
- C-Media
- Club 3D
- Connectland
- Creative Technology
- Digigram
- Echo Digital Audio Corporation
- Egosys Esi
- Frontier Design Group
- Hercules
- Ht Omega
- Lexicon
- Lynx Studio Technologie
- Marian
- M-Audio
- Philips
- Razer
- RME Audio
- Roland Corporation
- TEAC/Tascam
- TerraTec
- Turtle Beach Systems
- VIA
- Yamaha

### Carte d'acquisition
- AVerMedia Technologies
- Blackmagic Design
- Hauppauge
- Roxio
- TerraTec Electronic

### Carte tuner TV
- Acer
- ADS Tech
- Artec
- ASUSTeK Computer
- ATI
- AVerMedia Technologies
- Dazzle
- Hauppauge
- Leadtek
- Matrox
- pcHDTV
- Pinnacle Systems
- TerraTec Electronic
- Toshiba
- XFX

### Carte tuner Satellite
- Hauppage

## Stockageetpériphériquesde lecture

### Disque duretSSD
- Buffalo Technology
- Corsair
- Cornice, Inc.
- Crucial
- Elements
- ExcelStor Technology
- Fujitsu
- GS MagicStor
- Hewlett Packard
- Hitachi GST
- IBM
- Intel
- Iomega
- Kingston
- Lenovo
- Maxtor
- Memup
- MSI
- PNY Technologies
- Quantum Corporation
- Samsung
- Sandisk
- Seagate
- Shōwa Denkō
- Silicon Power
- Toshiba
- Transcend
- TrekStor
- Verbatim
- Western Digital

### CD,DVD,Blu-ray,HD DVD
Liste de fabricants de lecteurs et/ou graveurs CD/DVD et Blu-ray/HD DVD :
- AOpen
- ASUS
- BenQ
- Cibox
- Compaq
- IIsonic
- LG Electronics
- Lite-On
- Mitsumi
- NEC
- Panasonic
- Philips
- Pioneer
- Plextor
- Samsung
- Sony
- Storex
- TEAC
- Toshiba

### Mémoire flash
- A-Data
- Acer
- Archos
- Bytestor
- Corsair
- Cosk'in
- Crucial
- Dane-Elec
- Dicota
- EMTEC
- Extrememory
- Freecom
- Imation
- Integral
- Intel
- Intuix
- Iomega
- Kingston
- LaCie
- Lexar
- LG
- Memup
- MSI
- Neo
- OCZ Technology
- PNY Technologies
- Radeon
- SanDisk
- Sigmatek
- Sony
- Storex
- Toshiba
- Transcend
- TwinMos
- Verbatim

## Protections électriques

### Priseparafoudre
- APC
- Belkin
- Eaton
- FSP Group
- CyberPower
- Connectland

### Onduleuravec ou sans batterierackableou non
- APC
- Eaton
- FSP Group
- Infosec
- CyberPower
- Unitek

## Périphériques d'imagerie

### Écran
- 3M
- Apple
- Acer
- AG Neovo
- AOC
- ASUS
- Belinea
- BenQ
- BOE Hydis
- Chi Mei
- Cibox
- Compaq
- CTX Technology
- Dell
- Eizo
- Elyxio
- Formac
- Fujitsu - Siemens
- Hanns-g
- Hewlett Packard
- Hyundai Image Quest
- IBM
- IIsonic
- iiyama
- iPure
- LaCie
- LG Electronics
- Mirai (fi)
- NEC Display Solutions
- NFren
- Neovo
- Packard Bell
- Philips
- Samsung
- Shuttle
- Sony
- VideoSeven
- ViewSonic
- Yuraku

## Périphériques de conservation copie et impression de support papier

### Imprimante
- Lexmark
- HP
- Agfa
- Brother
- Canon
- Dell
- HP Inc.
- Epson
- Kodak
- Kyocera
- Minolta
- OKI
- Olivetti
- Olympus
- Panasonic
- Ricoh
- Sagem
- Samsung
- Sony
- Xerox

### Scanner
- Agfa
- Canon
- Lexmark
- Epson
- Fujitsu
- HP
- Kodak
- Minolta
- Microtek
- Mustek
- Nikon
- OKI
- Ricoh
- Umax

## Périphériques de captures vidéo domestique pour ordinateurs

### Webcam
- Aiptec
- Amarina
- Axis
- Canon
- Chicony
- Clip Sonic
- Connectland
- Creative Technology
- D-Link
- Genius
- HP
- Hercules - Guillemot
- Labtec
- Linksys
- Logitech
- Microsoft
- MSI
- NGS
- Philips
- Q-TEC
- Samsung
- Spyker
- Textorm
- TomCom
- Trendnet
- Trust
- ZicPlay

## Périphériques desaisiede texte
- AB soft
- Suza international (Advance)
- BenQ
- Alps
- ASUSTeK Computer
- BTC
- Bluestork
- Canopus
- Packard Bell
- Cherry (en)
- Chicony
- Connectland
- Cooler Master
- Compaq
- Corsair
- Creative Technology
- Cyber Snipa
- Dell
- Dicota
- Ducky Channel
- Enermax
- Ennyah
- Genius
- Gigabyte
- Heden
- Hiper
- HP
- IOgear
- Kensington
- Keysonic
- Keytronic
- Labtec
- Logitech
- Mad Catz
- Mad-X
- Microsoft
- OZONE Gaming Gear
- QPAD
- NGS
- Razer
- Roccat
- Saitek
- Sharkoon
- Speed Link
- Spirit of Gamer
- Spyker
- SteelSeries
- Tekuni
- Tesoro
- Toshiba
- Trust
- Unicomp
- Zalman
- ZOWIE Gear

## Périphériques de pointage

### Sourisgamingou non
- A4Tech
- Suza international (Advance)
- ASUSTeK Computer
- Alienware
- Apple
- Cherry (en)
- Corsair
- Corsair Gaming
- Evoluent
- fUnc Industries
- Kensington
- Logitech
- Mad Catz
- Microsoft
- Razer
- Roccat
- SteelSeries
- Urban Factory
- Targus

#### Souris 3D
- 3D Connection

### Trackball
- Apple

### Pavé numérique
- Targus

## Périphériques dejeu

### Volant de jeu
- Logitech
- Spirit of Gamer
- Thrustmaster

## Modems etréseaux
Liste de fabricants de modems et de routeurs :
- Allied Telesis
- 3Com
- AB Soft
- Adaptec
- Aopen
- Arista Networks
- Belkin
- Bewan
- Billion (en)
- Cisco
- Connectland
- Creative Technology
- D-Link
- Dell
- Dicota
- Dexlan
- DrayTek
- Edimax
- Extreme Networks
- Heden
- Hewlett-Packard
- Hitachi
- Kensington
- Linksys
- Motorola
- Olitec
- Netgear
- Peabird
- Sagem
- SMC Networks
- TRENDnet
- Trust
- Ubiquiti Networks
- US Robotics
- Zyxel

## Périphériques audio

### Casquegamingavec ou sansmicrophone
- Suza international (Advance)
- Amarina
- Astro
- ASUSTeK Computer
- Audio-Technica
- Beyerdynamic
- Bluestork
- Cooler Master Ltd.
- Corsair
- Creative Technology Ltd.
- Cyborg
- fUnc Industries
- GAMDIAS
- Genius
- Kingston
- Klipsch
- Logitech
- Mad Catz
- Mionix
- Ozone Gaming Gear
- PDP
- Philips
- Plantronics
- QPAD
- Razer
- Roccat
- Sennheiser
- SteelSeries
- TRITTON
- Turtle Beach
- ZOWIE Gear

## Périphériques audio professionnels

### Enceintemonitoring
- Alesis
- Focal
- Mackie
- M-Audio
- Scansonic
- Yamaha

### Clavier Home Studio
- Akai
- Alesis
- Arturia
- Korg
- M-Audio
- Novation
- Presonus

### Convertisseur audio
- Alesis
- Creative
- Griffin Technology Inc.
- IK Multimedia
- Korg

### Table de mixage
- Arturia
- Hercules
- Kœnig
- Korg
- Numark

### Microphone
- AntLion Audio
- Blue Microphones
- Bluestork
- Hähnel
- Kœnig
- Philips
- Plantronics
- Presonus
- Prodipe
- Razer
- SE Electronics